# اوست‌زیدلونگ

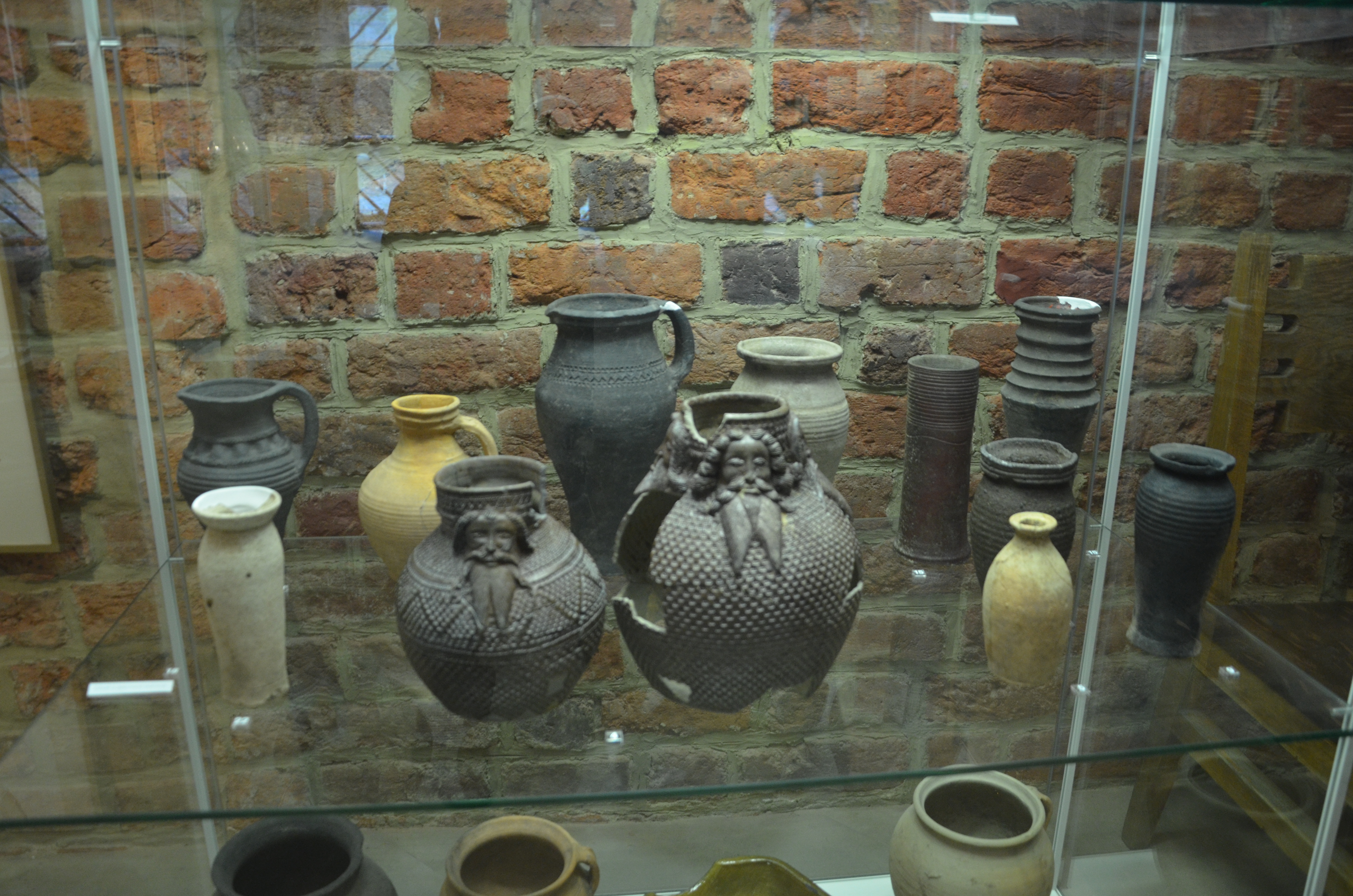
تصویر مربوط

اوستیدلونگ (Ostsiedlung) اصطلاحی است برای دوره مهاجرت قرون وسطی بالا قومی آلمانی‌ها به داخل و خارج از سرزمین‌های حاشیه شرقی امپراتوری مقدس روم و پیامدهای توسعه سکونتگاه‌ها و ساختارهای اجتماعی در مناطق مهاجرت.